# Bludit
Bludit ist ein Flat-File-Content-Management-System, mit dem Websites oder Blogs eingerichtet werden können. Für die Speicherung der Inhalte werden JSON-Dateien verwendet. Mit dem Plugin Remote Content können aber auch Inhalte, die sich auf einer Plattform wie GitHub befinden, veröffentlicht werden.
Formatiert werden können die Inhalte wahlweise mit der Auszeichnungssprache Markdown oder mit HTML-Code beziehungsweise einem WYSIWYG-Editor. Für das Erscheinungsbild stehen verschiedene Gestaltungsvorlagen (Themes) zur Verfügung, Plugins erlauben die Erweiterung mit zusätzlichen Funktionen. Bludit ist eine kostenlose Open-Source-Anwendung und steht unter der MIT-Lizenz.
Für die Installation steht auch ein Docker-Container zur Verfügung.

## Besonderheit
Die Seiten werden bei Bludit als „Inhalte“ erstellt, die als Beiträge eines Blogs (Inhalte nach Datum geordnet) oder Website (Inhalte nach Position geordnet) oder als Blog mit statischen Seiten veröffentlicht werden können. Dies erlaubt auch die einfache Erstellung einer Single-Page-Webanwendung, bei denen die Inhalte als Sektionen einer Seite verwendet werden können.

## Geschichte
Entwickelt wird Bludit seit 2015 vom argentinischen Programmierer Diego Najar, der zuvor schon die Blog-Software Nibbleblog entwickelt hat. Von Anfang an standen deutschsprachige Übersetzungen in den Versionen für Deutschland/Österreich und die Schweiz zur Verfügung sowie ein deutschsprachiges Unterforum im Support-Forum.